# Dicymbium
Dicymbium é um gênero de aranhas da família Linyphiidae descrito em 1868.

### species
- dicymbium brevisetosum
- dicymbium elongatum
- dicymbium facetum
- dicymbium libidinosum
- dicymbium nigrum
- dicymbium Pingqianense
- dicymbium salaputium
- dicymbium sinofacetum
- dicymbium tibiale
- dicymbium yaginumai[2]